# 차경석
차경석(車京石, 1880년 음력 6월 1일~1936년 윤 3월 10일)은 일제 시대의 보천교 교주 등을 지낸 이로, 종교인 겸 저술가이기도 하였으며, 증산 계파(보천교)의 성직자 출신이기도 하였다. 본명(本名)은 차윤홍(車輪洪)이다.
자(字)는 경석(京石)이며, 도호(道號)는 월곡(月谷)인 그는 조선 시대 전라도 고창군 벽사면 용산리 반정 마을의 아버지(차치구)의 고종사촌 형님 김광배의 집에서, 아버지 차치구(본명 차중필)의 4남 중 3남(셋째 아들)으로 출생하였으며, 1883년 4세 때부터 조선 전라도 정읍군 입암면 대흥리(현재의 대한민국 전라북도 정읍시 입암면 접지리)의 친가 향리 동네로 돌아와서 쭉 자랐고, 1894년 아버지 차치구의 동학군 참전 중 전사를 목도하였으며, 먼 훗날 1907년 스승 강일순을 처음 만난지도 두해가 지난 1909년, 스승인 강일순이 병으로 갑작스레 죽자, 이듬해 1910년부터 보천교의 교주로 활동하였는데, 흔히 차월곡(車月谷), 차천자(車天子)로도 알려져 있다. 특히 월곡(月谷)은 그의 호(號)이기도 하며, 스승이자 이종사촌 자형인 증산 강일순이 지어주었다.
그는 그의 배우자와 사이에 3남 2녀(그 중 장남 차일혁, 차남 차일수)가 있었다.

## 동학 활동
아버지는 전봉준과 같이 함께 동학농민운동을 이끌었던 차치구인데, 차월곡(차경석)은 전북 고창군(高敞郡) 벽사면(碧沙面) 용산리(龍山里)라는 마을의 반정리에 있는 김광배의 집에서 태어났다.
차월곡은 동학의 접주였던 아버지 차치구의 영향을 많이 받았다. 아버지를 따라 동학 농민군에 들어가 전장을 누볐다. 공주 우금치 전투에서 동학 농민군이 크게 패하고 전봉준과 아버지인 차치구가 관군에 쫓기는 신세가 되자 아버지와 함께 전봉준을 고향에 피신시켰다. 하지만 아버지 차치구는 밀고에 의해 잡혀 분살형을 당했다. 당시 15세였던 차경석은 형장을 찾아가 아버지의 시신을 수습해 고향에 장사 지냈다. 정읍에서 차경석은 영학당 사건(흥덕 봉기)에 적극 가담하였다. 영학당은 동학 농민군이 만든 조직이었다. 하지만 1899년 이에 가담한 혐의로 체포되어 사형 선고로 총살형을 선고받았으나 총살 직전에 석방되었다.
1904년 동학의 3대 교주였던 손병희는 대동회(大同會)를 조직하였다. 그 후 대동회는 진보회(進步會)로 바뀌어 이용구가 실무를 맡았다. 진보회를 도운 것이 일진회였다. 일진회는 갖가지 친일활동을 하며 을사늑약에도 지지성명을 냈다. 1905년 12월에 손병희가 이용구의 일진회 세력이 친일로 치닫자 이용구와 결별하고 천도교를 세웠다. 이때 차경석은 일진회를 탈퇴하였다.

## 증산에 입문
1907년 28세 때 강증산과 우연히 만났다. 차경석은 증산과의 만남 이후 그의 제자가 되어 증산도문에 들어갔다. 그 이듬해 1908년 증산은 월곡의 이종누이인 고씨(고판례)를 수부(首婦)로 하고 대흥리 월곡의 집을 포정소(布政所)로 정하였다. 증산은 월곡에게 “너는 접주(接主)가 되라, 나는 접사(接司)가 되리라.”라고 말하였다. 1909년 증산은 제자들이 지켜보는 가운데 세상을 떠났다. 차경석은 증산의 교통을 받아 교단을 꾸려나가면서 새로운 교리를 세우기보다는 증산을 신앙대상으로 삼았다. 이때를 보천교에서는 포교 원년으로 보고 있다. 1910년 20세 때 아버지의 고향인 정읍군 입암면 대흥리로 이사하였다. 고판례 밑에서 교단 운영의 실권을 담당하고 이치복(李致福) 등과 함께 포교활동에 전념하였다.

## 일제의 감시
차경석이 이끄는 교단이 날로 교세가 확장되자, 일제는 대중의 구심점이 되어 항거할 것을 염려해 감시하기 시작했다. 교단 내에서 차경석은 신도들에게 고발당하는 등 내부의 분쟁도 끊임없이 생겨났다. 1914년에는 조선의 독립과 황제 등극을 준비한다는 명목으로 고발되어 구금되기도 하였다.
차경석은 날로 커지는 교세를 체계적으로 조직하기 위하여 1916년에 보천교에 24방위의 임직을 두어 조직 구성의 첫 틀을 마련했다. 그는 1921년에 일제로부터 ‘갑종 요시찰인’으로 편입되었다.

## 보천교 내부 조직 완성
1917년 차경석의 모친 밀양 박씨 회갑연을 기화로 24방주와 주요 간부를 모아 놓고 북도(北道) 재무책임자인 북집리(北執理)에 김홍규, 남도 재무책임자인 남집리에 채규철(蔡奎喆)을 각각 임명하여 천지에 고천(告天)하게 하여 그들에게 교재(敎財)를 부탁했다. 이어 차경석은 김홍규, 문정삼에게 교단의 일을 부탁하고, 도피의 길을 택해 비밀포교에 나서 몇 해 지나지 않아 수만 명의 교도를 모이게 하였다.,
교세 확장은 더욱더 일제의 감시와 탄압을 불러왔고, 이러는 가운데 1918년에는 보천교인들이 일제에 항거하는 사건이 발생했다. 그는 일제의 감시를 피해 전국을 돌다 경상북도 영일군 출신의 김연일 등과 상의하여 1918년 9월 19일 제주도 법정사(法井寺)에 교도 약 30명을 소집하여 “왜놈은 우리 조선을 병합하고 우리 동포를 학대하고 가혹하게 다루니 실로 왜놈은 우리 조선민족의 원수이니, 이제 국권을 회복함으로써 교도는 우선 도내 거주의 일본인 관리를 죽이고 일본인 상민들을 쫓아내야 한다”고 설교하였다.
1918년 10월 6일 밤 김연일은 신도 33명을 소집하여 인근 각 면장과 이장들에게 “일본 관리를 소벌(掃伐)하여 국권을 회복하자”는 격문을 배포한 후 제주 성내를 돌며 전선을 절단하고 경찰관 주재소를 습격하여 방화 전소시켰다. 보천교 신도들을 중심으로 한 법정사의 집단 항일운동은 국권상실 이후 3·1운동 이전 일제에 항거한 단일 투쟁으로는 최대 규모 항일무장봉기였다.,
이해에는 1918년 고판례가 강응칠(姜應七) 등 일부 교인을 데리고 김제군 백산면 조종리에 교당을 세우고 ‘태을교’라는 명칭으로 교단을 세워 떠나자 차월곡이 교단의 제 일인자가 된 해였다. 차경석이 교주로 있는 보천교의 항일투쟁은 전국적으로 증산도 신도 검거 선풍을 불러왔다. 이 사건이 마무리된 후 일제의 감시를 피해 다니던 차경석은 1919년에 피신처인 강원도 울진군에서 채규일과 김홍규를 불러 종전의 24방주제를 다시 확대하여 60방주제 창설하여 보천교의 내부조직 완성하였다.

## 독립운동

### 상해임시정부 지원
60방주 조직 이후 5~6개월 동안 교인의 수는 100만 명에서 600만 명에 이르렀다. 보천교의 교세는 부침이 컸지만 한때는 한반도를 들썩이게 할 정도로 큰 종교단체였다. 엄청난 교인의 수는 일제 총독부의 심기를 불편하게 하였다. 일본 헌병의 보천교인에 대한 수색과 검거는 극에 달했다. 경찰은 보천교를 기미년 ‘3·1 운동’을 다시 일으키려는 음모단체로 보았다. 1920년 1월에 경상북도 청송에서 방주 권태호(權泰鎬)에 의해 60방주 조직이 누설되었고, 이 사건으로 교인 3000여 명이 검거되었다. 또한 교도 수십 명이 죽임을 당하고 700여 명이 기소되고 도망 다닌 교도는 3만 여 명에 달했다.
차경석은 보천교를 통해 독립운동을 지원했다. 그가 지원한 독립운동 자금은 전체 독립운동 지원자금의 50%가 넘는다. 그는 1920년에 3·1운동에 민족대표 48인 중 한 사람인 임규에게 5만 원(지금의 약 50억 원)을 보내어 상해 임시정부에 전달하도록 하였다. 임규는 이 돈을 나용균(羅容均)을 통해 임시정부에 보내어 보천교가 상해 임시정부에 독립운동 자금 조달하는 데 가교 역할을 하였다. 임규는 당시 보천교 진정원의 형평사장(衡平司長)이라는 간부였다. 이와 함께 조선물산장려회의 보천교 측 회원이었다.

### 국권회복운동
1920년 9월에 보천교도(태을교도) 국권회복운동이 일어났다. 이해 12월에는 보천교도(태을교도)들이 조선의 독립을 기도하며 성금을 걷는 일이 발각되었다.이러는 가운데 1921년 차경석은 경상남도 함양 황석산(皇石山)에서 하늘에 고하는 고천제를 지냈다. ‘보화교(普化敎)’라는 교단의 교주가 되는 동시에 ‘시국(時國)’이라는 나라의 황제의 지위에 등극함을 하늘에 고했다. ‘보화’는 ‘조화를 널리 세상에 편다’라는 뜻이다. 고천제를 통해 당시 민중들에게는 일제 지배하에 있던 우리나라에 나라의 이름을 선포하고 자존심을 세워준 사건이었다. 고천제를 통해 민중들에게는 1924년 갑자년에 황제가 등극한다는 ‘천자등극설’이 널리 퍼졌는데, ‘천자등극설’은 일제를 부정하는 동시에 중국의 신하의 나라로 치부했던 우리나라를 중국과 대등한 위치로 끌어올려 우리나라를 스스로 독립된 국가로 인정한 국권회복운동의 하나였다. 이것은 전대미문의 민중적 사건이자, 식민지 백성의 울분을 삭혀주는 청량제였다. 일제의 지배를 받지 않는 새로운 국가 건설은 당시 상실감에 빠져 있던 민중들의 기대를 하나로 모으는 데 큰 힘이 되었다.
차월곡이 고천제를 통해 교단에 대한 교명을 선포하고 공식적으로 교주에 취임한 것은 보천교의 창립사에 있어서도 포교기구와 행정기구의 조직 강화라는 중대한 의의가 있는 동시에 보천교가 종교에서 정치의 장으로 옮아감을 의미한다. 교단의 제문에 나라 이름이 등장하고, 그 나라 이름을 ‘시(時)’라고 규정한 것에서부터 보천교 운동의 목적이 종교를 통한 사회구원의 차원을 넘어섰다는 것을 뜻한다. 1921년 1월~8월까지 보천교 교인 대규모 검거선풍이 또다시 일었다. 경찰은 교인을 처벌하기 위한 특별법까지 만들었다. 전국에서 수개월 사이에 이상호, 김홍규 등 교단의 주요 간부와 일반 교인 1,000여 명이 체포되었고, 이들은 혹독한 고문을 당하였다. 이것은 1919년 3·1 운동 이후 전국 최대 규모의 검거였다. 이로 인해 일부 간부들의 배교행위가 속출하였으며, ‘보천교(普天敎)’라는 명칭이 세상에 알려지게 되었다., 보천교 입장에서는 교단이 공개되어 공개적으로 종교활동을 시작하는 계기가 되는 동시에 일제 입장에서는 이전보다 효율적으로 독립운동의 본거지로 생각한 보천교와 교주인 차월곡을 효율적으로 통제할 수 있게 되었다.,

### 좌우익에 독립운동 지원
그해 차경석은 대태평양회의한국외교후원회에 보천교 대표 2명을 파견하였다. 대태평양회의한국외교후원회는 1921년 미국 워싱턴에서 조직된 외교 지원 단체로 원래 명칭은 대태평양회의한국외교후원회(對太平洋會議韓國外交後援會)이다. 대한민국임시정부의 권한 밑에 있었다.
일제는 차월곡을 독립운동을 조직적으로 하는 단체의 우두머리로 생각하여, 보천교 조직을 파악해내고, 이를 해체시키려는 공작을 끊임없이 펼쳐나갔다. 이에 대한 기사는 1921년 당시 ❰동아일보❱ 기사에 잘 나온다.
특히 1921년 8월 6일자 ❰동아일보❱ 기사에는 ‘태을교인의 독립운동’이라는 제목의 기사에 ‘조선이 독립되기를 기도하다 발각’됐으며, 8월 25일 기사에는 서석주라는 자가 조선독립을 위해 독립자금 삼백 여 원을 모았다가 고소당했고, 강원도의 이주범 등은 독립운동을 하다가 발각돼 체포되었다고 하였다. 10월 29일 기사에는 ‘십만 원의 독립자금’이라는 기사가 크게 실렸다. 이러한 기사는 일제가 엄청난 교세를 확보한 차월곡과 보천교를 얼마나 두려워했는지 짐작하게 한다.
경찰은 차경석과 보천교를 끊임없이 감시하다가 보천교 본소에 상주해가며 감시와 감찰을 벌였고, 집회 때마다 경찰을 증파해서 감시하였다. 1922년 보천교의 집회를 감시하던 경찰과 교인 및 집회에 참가했던 주민들이 결국 충돌하는 일이 벌어졌다. 경찰이 권총으로 교인 한 명을 죽이고, 또한 부상을 입는 사건이 벌어진 것이다. 이 사건으로 민중들의 보천교에 대한 긍정적인 인식이 높아진 반면, 총독부의 보천교에 대한 무력화 공작이 적극적으로 시작된 계기가 됐다.
1922년 차경석은 고려공산당에서 모스크바 약소민족회의에 참석하는 김규식, 여운형, 김철, 김상덕, 나용균, 정광호, 장덕수 등을 파견하는데, 자금을 지원하였다. 자금은 최팔용, 장덕수 두 사람에게 건네주어 당시 제3차 공산당 책임비서를 지낸 김철수에게 전해주게 하였는데, 당시 1만원(지금의 10억 원)을 지원하였다.
1923년 차경석은 2월 상해에서 열린 한민족 국민대표회의에 보천교 간부들을 파견하였다. 참가한 100명의 대표자 중에는 보천교 대표로 보천교 진정원이었던 배홍길(裵洪吉)과 김종철(金種喆), 보천교 청년당 강일(姜逸) 등 3인이 공식적으로 참가하였다. 특히 강일은 1923년 7월 김원봉(金元鳳)의 의열단에 입단하여 김원봉의 지시로 군자금을 모집 임무를 수행하였다.
차경석은 만주에 있는 독립군에 대한 지원도 꾸준히 하였다. 이러한 활동은 1923년 7월 만주 독립군단 총사령관 김좌진의 밀사 참모 유정근(兪政根) 검거 후 김좌진과 보천교 간부와의 연락 상황을 발견한 뒤 알려졌다.
차경석은 1924년 9월 김좌진 장군 만주별동대(滿洲別動隊)에 2만 원의 군자금 제공하였다.
 김좌진 장군은 청산리 전투에서 일본군을 대파한 싸움으로 일본은 대대적으로 만주에 병력을 투입한 일본 때문에 군자금을 공급받지 못했다. 이러한 상황에서 다음 전투 준비를 못 하는 상태에 처했지만 차월곡에게서 받은 2만여 원으로 부하를 소집하여 일본에 맞서 무력행동에 나설 수 있었다.
이처럼 독립운동가들의 독립운동은 차월곡이 교주로 있는 보천교의 지원으로 계속 이어질 수 있었다.

## 민족운동

### 교육·문화 운동
출판사업, 민립대학 설립운동, 물산장려운동에 참여했다.1923년에 인쇄소를 설립해 《보광(普光)》잡지를 발간하고, 보광사라는 출판사를 설립하였으며, 종교·문화와 예술 부문을 다루었다. 조선물산장려회 초기 기관지 《산업계(産業界)》를 발간하였다. 1924년에는 최남선이 운영했던 일간지 ‘시대일보사’를 인수하였다. 이것은 보천교를 맹렬히 비판하던 《동아일보》와 맞서기 위한 대책이기도 하였다.

## 관련 서적
- 김철수, 《잃어버린 역사, 보천교》 (상생출판, 2017)
- 김철수, 《일제강점기 종교정책과 보천교의 항일민족운동》
- 김철수, 《일제기록으로 본 보천교의 민족주의적 성격》 (학술대회자료집, 2016)
- 김재영, 《일제강점기 보천교(普天敎)의 민족운동》
- 김재영, 《동학 이후 증산계열의 민족운동》 (학술대회, 2016)
- 김화성, 《오매! 징허고 오지게 살았네 전라도 천년》, 186-187쪽.
- 남창희 《보천교의 정체성과 대한민국 정부 수립》 (학술대회, 2016)
- 《동아일보》 (1921. 4. 30)
- 박종렬, 《차천자의 꿈, 시국》 (장문산, 2001)
- 亞細亞局第3課關機授제32743號
- 안원전, 《증산도(하)》(안원전 저, 대원출판사, 1991)
- 안후상, 《일제강점기 보천교의 독립운동》 (학술대회자료집, 2016)
- 장신 《일제하의 요시찰과 倭政時代人物史料 제11호》(역사문제연구소, 2003)
- 황선명 《잃어버린 코뮨》(황선명 저, 학술대회자료집, 2000)